# Charlie Daniels
Charlie Edward Daniels (Wilmington, 28 ottobre 1936 – Nashville, 6 luglio 2020) è stato un compositore, violinista, chitarrista e cantante country e southern rock statunitense.

## Biografia
Pur essendo attivo come cantante dai primi anni cinquanta ha pubblicato il primo singolo (Robot Romp), nel 1961, mentre il suo primo album, intitolato Charlie Daniels, è uscito nel 1971.
È conosciuto principalmente per la sua canzone country The Devil Went Down to Georgia, che ha raggiunto la 1ª posizione nella classifica country e la 3^ nella Top 100 di Billboard, e per altre canzoni che ha scritto e interpretato.
Tuttavia, relegare questo artista al solo genere country sarebbe un grave errore, giacché in ogni suo album sono presenti diversi stili musicali. Il brano No Place to Go, ad esempio (estratto dall'album Honey in the Rock del 1973 e, in una ancora più bella versione dal vivo, da Fire on the Mountain di due anni dopo), sembra una jam della Allman Brothers Band. Nell'album Full Moon (Epic, 1980), il brano No Potion For the Pain abbraccia il blues più viscerale, The Legend of Wooley Swamp è un pezzo di puro southern rock, El Toreador cita la cultura messicana, mentre sembra di ascoltare l'Atlanta Rhythm Section più ispirata in Lonesone Boy From Dixie o gli eleganti Steely Dan in South Sea Song. I primi due brani dell'album Million Mile Reflections, edito dalla Epic nel 1979 (Passing Lane e Blue Star), sono addirittura hard southern, ricordando cose dei Lynyrd Skynyrd più duri o dei primissimi Blackfoot e Molly Hatchet.
Ha collaborato con molti artisti. Tra questi, in particolare:
- nel 1964 ha scritto con Joy Byers il brano "It Hurts Me", poi registrato da Elvis Presley;
- ha suonato il basso elettrico su tre album di Bob Dylan nel periodo 1969-1970 ("Nashville Skyline", "New Morning", e "Self Portrait");
- ha collaborato più volte con Leonard Cohen e Al Kooper;
- ha suonato il violino su 5 album della Marshall Tucker Band ("A New Life", "Where We All Belong", "Searchin' For a Rainbow", "Long Hard Ride" and "Carolina Dreams").

## Curiosità
- Nel 2005 il chitarrista Steve Ouimette ha creato una cover della canzone The Devil Went Down to Georgia reinterpretata in chiave heavy metal per il videogioco Guitar Hero III.
- A testimonianza delle connessioni southern rock nella sua musica, basti dire che i Molly Hatchet, uno dei gruppi più rappresentativi dell'hard southern (che coniuga efficacemente il southern rock con l'hard rock), citano espressamente l'artista nel brano Gator Country insieme ad artisti quali Lynyrd Skynyrd, Richard Betts, Elvin Bishop, Marshall Tucker Band.

## Discografia

### Album in studio
| Anno | Album                                                    | Classifica | Classifica | Classifica  | Classifica | Certificazioni    | Certificazioni |
| Anno | Album                                                    | US Country | US         | CAN Country | CAN        | RIAA              | CRIA           |
| ---- | -------------------------------------------------------- | ---------- | ---------- | ----------- | ---------- | ----------------- | -------------- |
| 1970 | Charlie Daniels                                          | —          | —          | —           | —          | —                 | —              |
| 1972 | Te John, Grease, & Wolfman                               | —          | —          | —           | —          | —                 | —              |
| 1973 | Honey in the Rock                                        | —          | 164        | —           | —          | —                 | —              |
| 1974 | Way Down Yonder                                          | —          | —          | —           | —          | —                 | —              |
| 1974 | Fire on the Mountain                                     | —          | 38         | —           | 51         | Platinum          | —              |
| 1975 | Nightrider                                               | 27         | 57         | —           | —          | —                 | —              |
| 1976 | Saddle Tramp                                             | 7          | 35         | —           | 52         | Gold              | —              |
| 1976 | High Lonesome                                            | 17         | 83         | —           | —          | —                 | —              |
| 1976 | Uneasy Rider (re-release of Honey in the Rock)           | —          | —          | —           | —          | —                 | —              |
| 1977 | Midnight Wind                                            | 42         | 105        | —           | —          | Gold              |                |
| 1977 | Whiskey (re-release of Way Down Yonder)                  | —          | —          | —           | —          | —                 | —              |
| 1979 | Million Mile Reflections                                 | 1          | 5          | 2           | 9          | 3× Multi-Platinum | Platinum       |
| 1980 | Full Moon                                                | 5          | 11         | 9           | 40         | Platinum          | —              |
| 1982 | Windows                                                  | 7          | 26         | —           | —          | Gold              | —              |
| 1985 | Me and the Boys                                          | 27         | —          | —           | —          | —                 | —              |
| 1987 | Powder Keg                                               | —          | —          | —           | —          | —                 | —              |
| 1988 | Homesick Heroes                                          | 16         | 181        | —           | —          | —                 | —              |
| 1989 | Simple Man                                               | 2          | 82         | —           | —          | Platinum          | —              |
| 1991 | Renegade                                                 | 25         | 139        | —           | —          | —                 | —              |
| 1993 | The Devil Went Down to Georgia                           | —          | —          | —           | —          | —                 | —              |
| 1993 | America, I Believe in You                                | 75         | —          | —           | —          | —                 | —              |
| 1994 | The Door                                                 | —          | —          | —           | —          | —                 | —              |
| 1995 | Same Ol' Me                                              | —          | —          | —           | —          | —                 | —              |
| 1996 | Steel Witness                                            | —          | —          | —           | —          | —                 | —              |
| 1997 | Blues Hat                                                | —          | —          | —           | —          | —                 | —              |
| 1997 | By the Light of the Moon                                 | —          | —          | —           | —          | —                 | —              |
| 1999 | Tailgate Party                                           | —          | —          | —           | —          | —                 | —              |
| 2000 | Road Dogs                                                | —          | —          | —           | —          | —                 | —              |
| 2002 | How Sweet the Sound: 25 Favorite Hymns and Gospel Greats | 40         | —          | —           | —          | —                 | —              |
| 2002 | Redneck Fiddlin' Man                                     | 40         | —          | —           | —          | —                 | —              |
| 2005 | Songs From the Longleaf Pines                            | —          | —          | —           | —          | —                 | —              |
| 2007 | Deuces                                                   | 67         | —          | —           | —          | —                 | —              |
| 2013 | Hits of the South                                        | —          | —          | —           | —          | —                 | —              |
| 2014 | Off the Grid: Doin' It Dylan                             | —          | —          | —           | —          | —                 | —              |
| 2016 | Night Hawk                                               | —          | —          | —           | —          | —                 | —              |
| 2017 | Memories, Memoirs and Miles – Songs of a Lifetime        | —          | —          | —           | —          | —                 | —              |

### Album dal vivo
| Year | Album                                               | Chart positions | Chart positions | Certifications    |
| Year | Album                                               | US Country      | US              | RIAA              |
| ---- | --------------------------------------------------- | --------------- | --------------- | ----------------- |
| 1976 | Volunteer Jam                                       | —               | —               | —                 |
| 1978 | Volunteer Jam III and IV                            | —               | —               | —                 |
| 1980 | Volunteer Jam VI                                    | —               | 104             | —                 |
| 1981 | Volunteer Jam VII                                   | —               | —               | —                 |
| 1983 | A Decade of Hits                                    | 25              | 84              | 4× Multi-Platinum |
| 1994 | Super Hits                                          | 35              | —               | 2× Multi-Platinum |
| 1996 | The Roots Remain                                    | —               | —               | —                 |
| 1998 | Fiddle Fire: 25 Years of the CDB                    | 52              | —               | —                 |
| 1999 | Volunteer Jam/Classic Live Performances: Volume One | —               | —               | —                 |
| 1999 | Volunteer Jam/Classic Live Performances: Volume two | —               | —               | —                 |
| 2001 | Live!                                               | 38              | —               | —                 |
| 2003 | Freedom and Justice for All                         | 55              | —               | —                 |
| 2004 | Essential Super Hits                                | 66              | —               | —                 |
| 2006 | 16 Biggest Hits                                     | 68              | —               | —                 |
| 2007 | Live from Iraq                                      | 72              | —               | —                 |
| 2010 | Land That I Love                                    | 68              | —               | —                 |

### Album di natale
| Year | Album                                   |
| ---- | --------------------------------------- |
| 1990 | Christmas Time Down South               |
| 2002 | A Merry Christmas to All                |
| 2009 | Joy To The World: A Bluegrass Christmas |

### Singoli

#### Anni 1960 e 1970
| Year                                    | Single                           | Peak chart positions | Peak chart positions | Peak chart positions | Peak chart positions | Peak chart positions | Album                       |
| Year                                    | Single                           | US Country           | US                   | US AC                | CAN Country          | CAN                  | Album                       |
| --------------------------------------- | -------------------------------- | -------------------- | -------------------- | -------------------- | -------------------- | -------------------- | --------------------------- |
| 1961                                    | "Robot Romp"                     | —                    | —                    | —                    | —                    | —                    | Single only                 |
| 1966                                    | "Middle of a Heartache"          | —                    | —                    | —                    | —                    | —                    | Single only                 |
| 1972                                    | "Great Big Bunches of Love"      | —                    | —                    | —                    | —                    | —                    | Te John, Grease and Wolfman |
| 1973                                    | "Uneasy Rider"[A]                | 67                   | 9                    | 37                   | 69                   | 18                   | Honey in the Rock           |
| 1974                                    | "Whiskey"                        | —                    | —                    | —                    | —                    | —                    | Way Down Yonder             |
| 1974                                    | "Way Down Yonder"                | —                    | —                    | —                    | —                    | —                    | Way Down Yonder             |
| 1974                                    | "Land of Opportunity"            | —                    | —                    | —                    | —                    | —                    | Way Down Yonder             |
| 1975                                    | "The South's Gonna Do It"        | —                    | 29                   | —                    | —                    | 68                   | Fire on the Mountain        |
| 1975                                    | "Long Haired Country Boy"        | —                    | 56                   | —                    | —                    | 100                  | Fire on the Mountain        |
| 1975                                    | "Birmingham Blues"               | —                    | 101                  | —                    | —                    | —                    | Nightrider                  |
| 1975                                    | "Texas"                          | 36                   | 91                   | —                    | 44                   | —                    | Nightrider                  |
| 1976                                    | "Wichita Jail"                   | 22                   | —                    | —                    | 13                   | —                    | Saddle Tramp                |
| 1976                                    | "Sweet Louisiana"                | —                    | —                    | —                    | —                    | —                    | Saddle Tramp                |
| 1976                                    | "Billy the Kid"                  | 75                   | —                    | —                    | —                    | —                    | High Lonesome               |
| 1977                                    | "Good Ole Boy"                   | —                    | —                    | —                    | —                    | —                    | Midnight Wind               |
| 1977                                    | "Heaven Can Be Anywhere"         | 85                   | —                    | —                    | —                    | —                    | Midnight Wind               |
| 1978                                    | "Sugar Hill Saturday Night"      | —                    | —                    | —                    | —                    | —                    | Midnight Wind               |
| 1978                                    | "Trudy"                          | —                    | —                    | —                    | —                    | —                    | Volunteer Jam III and IV    |
| 1979                                    | "The Devil Went Down to Georgia" | 1                    | 3                    | 30                   | 1                    | 5                    | Million Mile Reflections    |
| 1979                                    | "Mississippi"                    | 19                   | —                    | —                    | 3                    | —                    | Million Mile Reflections    |
| 1979                                    | "Behind Your Eyes"               | 87                   | —                    | —                    | —                    | —                    | Million Mile Reflections    |
| "—" denotes releases that did not chart |                                  |                      |                      |                      |                      |                      |                             |

#### Anni 1980
| Year                                                                     | Single                                 | Peak chart positions | Peak chart positions | Peak chart positions | Peak chart positions | Album                |
| Year                                                                     | Single                                 | US Country           | US                   | US Main              | CAN Country          | Album                |
| ------------------------------------------------------------------------ | -------------------------------------- | -------------------- | -------------------- | -------------------- | -------------------- | -------------------- |
| 1980                                                                     | "Long Haired Country Boy" (re-release) | 27                   | —                    | —                    | 16                   | Fire on the Mountain |
| 1980                                                                     | "In America"                           | 13                   | 11                   | —                    | 62                   | Full Moon            |
| 1980                                                                     | "The Legend of Wooley Swamp"           | 80                   | 31                   | —                    | 57                   | Full Moon            |
| 1980                                                                     | "Carolina (I Remember You)"            | 44                   | —                    | —                    | 20                   | Full Moon            |
| 1981                                                                     | "Sweet Home Alabama"                   | 94                   | 110                  | 52                   | —                    | Volunteer Jam VII    |
| 1982                                                                     | "Still in Saigon"                      | —                    | 22                   | 2                    | —                    | Windows              |
| 1982                                                                     | "Ragin' Cajun"                         | 76                   | 109                  | —                    | —                    | Windows              |
| 1982                                                                     | "We Had It All One Time"               | 69                   | —                    | —                    | —                    | Windows              |
| 1983                                                                     | "Stroker's Theme" (from Stroker Ace)   | 65                   | —                    | —                    | —                    | A Decade of Hits     |
| 1985                                                                     | "American Farmer"                      | 54                   | —                    | —                    | —                    | Me and the Boys      |
| 1985                                                                     | "Still Hurtin' Me"                     | 33                   | —                    | —                    | 29                   | Me and the Boys      |
| 1986                                                                     | "Drinkin' My Baby Goodbye"             | 8                    | —                    | —                    | 21                   | Me and the Boys      |
| 1987                                                                     | "Bogged Down in Love with You"         | —                    | —                    | 22                   | —                    | Powder Keg           |
| 1987                                                                     | "Powder Keg"                           | —                    | —                    | —                    | —                    | Powder Keg           |
| 1988                                                                     | "Boogie Woogie Fiddle Country Blues"   | 10                   | —                    | —                    | *                    | Homesick Heroes      |
| 1988                                                                     | "Uneasy Rider '88"                     | —                    | —                    | —                    | —                    | Homesick Heroes      |
| 1989                                                                     | "Cowboy Hat in Dallas"                 | 36                   | —                    | —                    | —                    | Homesick Heroes      |
| 1989                                                                     | "Midnight Train"                       | 43                   | —                    | —                    | —                    | Homesick Heroes      |
| 1989                                                                     | "Simple Man"                           | 12                   | —                    | —                    | 15                   | Simple Man           |
| "—" denotes releases that did not chart - denotes unknown peak positions |                                        |                      |                      |                      |                      |                      |

#### Anni 1990
| Year                                    | Single                                           | Peak chart positions | Peak chart positions | Album                    |
| Year                                    | Single                                           | US Country           | CAN Country          | Album                    |
| --------------------------------------- | ------------------------------------------------ | -------------------- | -------------------- | ------------------------ |
| 1990                                    | "Mister DJ"                                      | 34                   | 45                   | Simple Man               |
| 1990                                    | "(What This World Needs Is) A Few More Rednecks" | 56                   | 78                   | Simple Man               |
| 1990                                    | "Oh Atlanta"                                     | —                    | —                    | Simple Man               |
| 1991                                    | "Honky Tonk Life"                                | 65                   | —                    | Renegade                 |
| 1991                                    | "Twang Factor"                                   | —                    | —                    | Renegade                 |
| 1991                                    | "Little Folks"                                   | 47                   | 69                   | Renegade                 |
| 1993                                    | "America I Believe in You"                       | 73                   | —                    | America I Believe in You |
| 1994                                    | "Two Out of Three"                               | —                    | —                    | The Door                 |
| 1997                                    | "Long Haired Country Boy" (re-release)           | —                    | —                    | Blues Hat                |
| 1998                                    | "The Devil Went Down to Georgia" (re-release)    | 60                   | —                    | Super Hits               |
| "—" denotes releases that did not chart |                                                  |                      |                      |                          |

#### Anni 2000
| Year                                    | Single                           | Peak positions | Album                       |
| Year                                    | Single                           | US Country     | Album                       |
| --------------------------------------- | -------------------------------- | -------------- | --------------------------- |
| 2000                                    | "Road Dogs"                      | —              | Road Dogs                   |
| 2001                                    | "This Ain't No Rag, It's a Flag" | 33             | The Live Record             |
| 2003                                    | "Southern Boy" (w/ Travis Tritt) | 51             | Redneck Fiddlin' Man        |
| 2003                                    | "My Beautiful America"           | 58             | Freedom and Justice for All |
| "—" denotes releases that did not chart |                                  |                |                             |

#### Anni 2010
| Year | Single                          | Album       |
| ---- | ------------------------------- | ----------- |
| 2011 | "Let 'Em Win or Bring 'Em Home" | Single only |

#### Altri singoli

##### Guest singles
| Year                                    | Single                            | Artist                                                          | Peak chart positions | Peak chart positions | Album           |
| Year                                    | Single                            | Artist                                                          | US Country           | US                   | Album           |
| --------------------------------------- | --------------------------------- | --------------------------------------------------------------- | -------------------- | -------------------- | --------------- |
| 1980                                    | "Willie Jones"                    | Bobby Bare                                                      | 19                   | —                    | Drunk & Crazy   |
| 1993                                    | "The Devil Comes Back to Georgia" | Mark O'Connor (with Johnny Cash, Marty Stuart and Travis Tritt) | 54                   | —                    | Heroes          |
| 2000                                    | "All Night Long"                  | Montgomery Gentry                                               | 31                   | —                    | Tattoos & Scars |
| 2010                                    | "Country Boy"                     | Aaron Lewis (with George Jones)                                 | 50                   | 87                   | Town Line (EP)  |
| "—" denotes releases that did not chart |                                   |                                                                 |                      |                      |                 |

## Album video

### Videoclip
| Year | Title                                                                                          | Director        |
| ---- | ---------------------------------------------------------------------------------------------- | --------------- |
| 1979 | "The Devil Went Down to Georgia"                                                               | Corlew & Grimes |
| 1983 | "Stroker's Theme"                                                                              |                 |
| 1987 | "Bottom Line" (Live)                                                                           |                 |
| 1988 | "Boogie Woogie Fiddle Country Blues"                                                           | James Arledge   |
| 1989 | "Midnight Train"                                                                               | Larry Boothby   |
| 1989 | "What This World Needs is a Few More Rednecks"                                                 |                 |
| 1989 | "Simple Man"                                                                                   | Larry Boothby   |
| 1989 | "It's My Life" (Live)                                                                          |                 |
| 1991 | "Honky Tonk Life"                                                                              | Marc Ball       |
| 1991 | "Little Folks"                                                                                 | Peter Lippman   |
| 1993 | "America, I Believe in You"                                                                    | Peter Lippman   |
| 1993 | "Can't Beat the Damned Ol' Machine"                                                            | Peter Lippman   |
| 1993 | "The Devil Comes Back to Georgia" (w/ Mark O'Connor, Travis Tritt, Marty Stuart & Johnny Cash) | Gustavo Garzon  |
| 1994 | "Two Out of Three"                                                                             | Tom Bevins      |
| 1996 | "Somebody Was Prayin' for Me"                                                                  | Stan Strickland |
| 1997 | "Long Haired Country Boy" (w/ John Berry & Hal Ketchum)                                        | Ken Carpenter   |
| 1998 | "Texas" (w/ Ray Benson & Lee Roy Parnell)                                                      | Peter Zavadil   |
| 1999 | "The Devil Went Down to Georgia" (Live)                                                        |                 |
| 1999 | "How Big 'a Boy Are Ya?" (w/ Roy D. Mercer)                                                    | Peter Zavadil   |
| 2000 | "Road Dogs"                                                                                    |                 |
| 2000 | "All Night Long" (w/ Montgomery Gentry)                                                        | Tom Forrest     |
| 2001 | "In America" (Live)                                                                            |                 |
| 2002 | "The Last Fallen Hero"                                                                         |                 |
| 2002 | "Southern Boy" (w/ Travis Tritt)                                                               | Peter Zavadil   |
| 2010 | "Country Boy" (w/ Aaron Lewis, George Jones & Chris Young)                                     | Alex Castino    |